# Formel-1-Weltmeisterschaft 1997

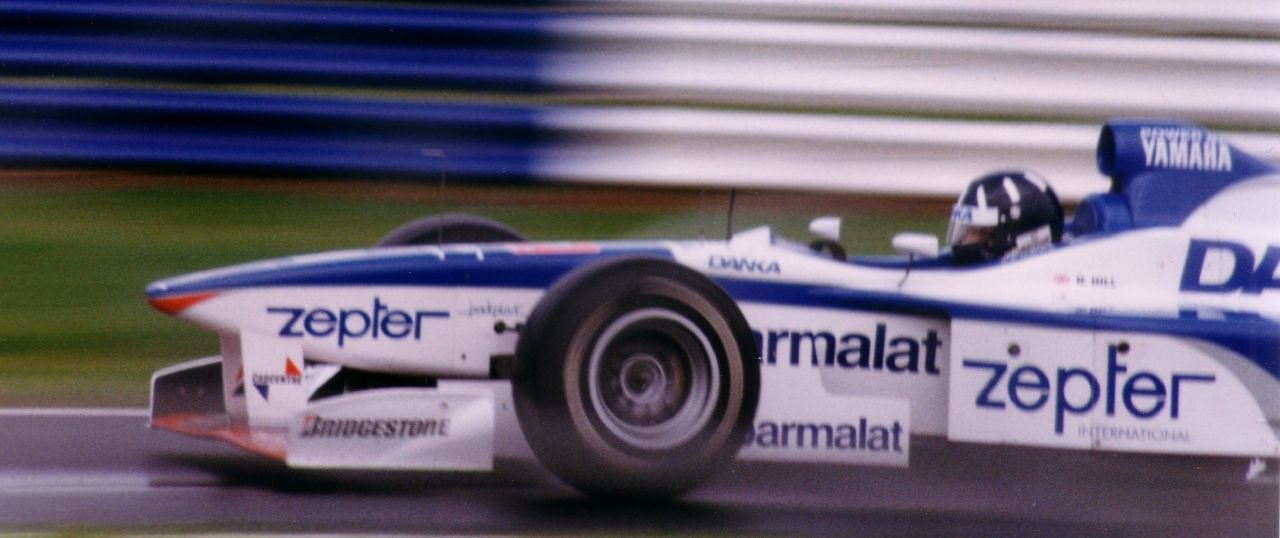
Titelverteidiger Damon Hill im Arrows-Yamaha beim GP Großbritannien 1997

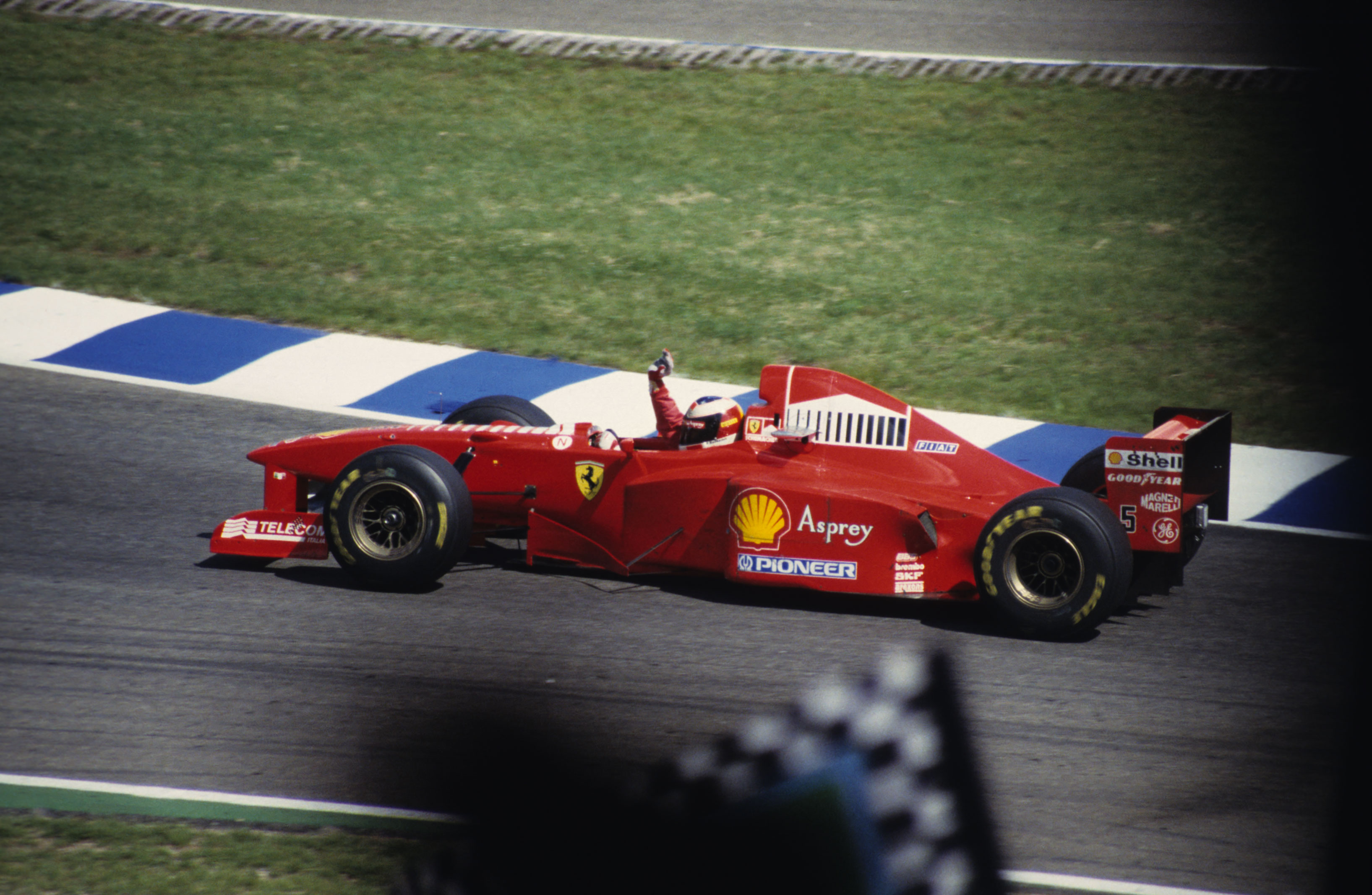
Michael Schumacher im Ferrari nach der Zieldurchfahrt beim GP Deutschland 1997

Die Formel-1-Weltmeisterschaft 1997 war die 48. Saison der Formel-1-Weltmeisterschaft. Sie wurde über 17 Rennen in der Zeit vom 9. März 1997 bis zum 26. Oktober 1997 ausgetragen.
Jacques Villeneuve gewann zum einzigen Mal die Fahrerweltmeisterschaft. Williams-Renault wurde zum zweiten Mal hintereinander Gewinner der Konstrukteursmeisterschaft. Es war insgesamt der neunte und bislang letzte WM-Titel für das britische Team.

## Änderungen 1997

### Rennstrecken
In der Saison 1997 wurden insgesamt 17 Rennen ausgetragen, eines mehr als im vorherigen Jahr.
Neu in dieser Saison waren der Große Preis von Österreich auf dem A1-Ring sowie zum ersten Mal der Große Preis von Luxemburg auf dem Nürburgring. Angemerkt muss werden, dass am Nürburgring auch schon in vorherigen Saisonen Rennen ausgetragen wurden, doch musste man auf das Nachbarland ausweichen, nachdem Jerez den Platz des Großen Preises von Europa eingenommen hatte.
Der Große Preis von Portugal war nicht mehr Teil der Weltmeisterschaft, da die Eigentümer ihr Versprechen, die Strecke grundlegend zu renovieren und zu verbessern, nicht gehalten hatten. Ursprünglich war geplant, den Großen Preis von Portugal als das letzte Rennen in der Saison stattfinden zu lassen. Es wurde durch das Rennen in Jerez ersetzt.

### Technisches Reglement
Nach langjähriger Diskussion wurde in diesem Jahr die Blackbox, eine kleine Box wie ein Flugdatenschreiber mit dem Namen ADR (accident data recorder), welche sämtliche technischen Daten speichert, für jeden Wagen obligatorisch. Aufgrund des Senna-Unfalls von 1994 wurde über dieses System nachgedacht, damit Unfälle künftig komplett analysiert und aufgearbeitet werden können.
Der japanische Reifenhersteller Bridgestone stieg in die Formel 1 als Konkurrenz für Goodyear ein, die seit 1991 ein Monopol als offizieller Reifenhersteller für die Formel 1 hatte. Bridgestone belieferte Arrows, Prost, Minardi, Stewart sowie MasterCard Lola. Ebenfalls wurde der Plan, die profillosen Reifen durch Rillenreifen zu ersetzen, auf 1998 verschoben.
In diesem Jahr mussten die Reifen, die man am Sonntag für das Rennen verwenden wollte, schon am Vortag beim Qualifying eingesetzt werden. Dadurch sollte dem Rennen mehr Spannung verliehen werden und das Qualifying unberechenbarer sein.
An der Technik wurde nur der Heckflügel verändert; dabei wurden die aerodynamischen Teile reduziert, damit der Heckflügel weniger Abtrieb erzeugt und so die Kurvengeschwindigkeit reduziert wird.

### Sportliches Reglement
Jede von Formel-1-Teams benutzte Teststrecke musste nun von der FIA genehmigt und abgenommen werden. Außerdem war ab dieser Saison vorgeschrieben, dass in jedem Rennen die Reifenstapel fixiert sein mussten. Überdies konnte nun das Safety Car bei einem Start im Regen zur Unfallvermeidung eingesetzt werden.

### Motorenlieferanten
Ferrari belieferte in diesem Jahr sowohl das eigene Werksteam als auch Sauber mit ihren Motoren, allerdings wurden die Antriebseinheitennamen an den Hauptsponsor Petronas verkauft. Die Verhandlungen zwischen Sauber und Ferrari zogen sich bis Weihnachten und drohten beinahe zu platzen, aber gegen Weihnachten wurde der Vertrag von beiden Seiten unterschrieben. Die Laufzeit betrug rund acht Jahre und sah Zahlungen in Höhe von 40 Milliarden Lire (umgerechnet 20 Millionen Euro) vor und einen Stammplatz für den Ferrari-Werksfahrer Nicola Larini. Bei den 17 Meldungen der vier mit Ferrari-Motoren angetriebenen Wagen musste man nur zwei Mal aufgrund eines Motorendefekts aufgeben.
Renault belieferte wie im Vorjahr die Teams Benetton und Williams. Obwohl der französische Hersteller ankündigte, am Ende der Saison die Zusammenarbeit mit den Formel-1-Teams zu beenden, wurde der Motor für die Saison 1997 überarbeitet und unter dem Namen RS9A vorgestellt. Er leistete bei einer maximalen Drehzahl von 17.000 Umdrehungen pro Minute ungefähr 551 kW (750 PS). Während der Saison wurde er weiter überarbeitet und in RS9B umbenannt. Die Motoren von Renault waren während der Saison die zuverlässigsten; kein einziges Mal ging eine Renault-Antriebseinheit in Flammen auf.
McLaren wurde erneut mit Mercedes-Motoren beliefert. Allerdings zeigte sich der Motor als wenig verlässlich, sieben Defekte kosteten McLaren Punkte. Tiefpunkt war der Große Preis von Österreich, als Mika Häkkinen nach rund neun Kurven in der ersten Runde in Führung liegend mit defektem Motor ausschied.
Mit der Übernahme durch Tom Walkinshaw formierte sich das Arrows-Team neu und wechselte von den Hart- zu Yamaha-Motoren. Yamaha hatte im Vorjahr das Tyrrell-Team beliefert, das 1997 auf die veralteten Ford-ED4-Motoren angewiesen war. Hart selbst konnte mit Minardi noch im letzten Moment einen Formel-1-Rennstall als Abnehmer finden. Jordan blieb bei den Peugeot-Motoren aus dem Vorjahr, das aus Ligier hervorgegangene Prost-Team behielt wie in der Vorsaison die Mugen-Honda-Antriebe bei.
Mit Stewart und Lola benutzten zwei neue Rennställe Ford-Motoren. Lola verwendete die älteren Ford Zetec-R-Triebwerke, die 1995 bei Sauber und im Vorjahr beim mittlerweile nicht mehr gemeldeten Forti-Team gelaufen waren. Lola gab allerdings bereits nach dem ersten Saisonrennen, in dem beide Fahrer an der Qualifikation scheiterten, wieder auf. Stewart hingegen erhielt neuere Zehnzylindermotoren gleichen Namens mit der internen Bezeichnung Cosworth VJ, die im Vorjahr bei Sauber debütiert hatten, aber in ihrer zweiten Saison genau wie das Chassis noch nicht völlig ausgereift waren. Von den insgesamt 26 Ausfällen gingen acht auf defekte Motoren zurück.

### Fahrer
Bei Ferrari, Benetton und McLaren änderte sich nichts an den Fahrern.

#### Teamwechsel und Comebacks
- Der Champion Damon Hill wechselte von Williams zu Arrows, sein Teamkollege Pedro Diniz wechselte ebenfalls vom Ligier-Team zu den Briten.
- Jacques Villeneuve wurde zum ersten Fahrer befördert, sein Teamkollege wurde der ehemalige Sauber-Fahrer Heinz-Harald Frentzen.
- Bei Jordan wurde Giancarlo Fisichella von Minardi verpflichtet.
- Bei Sauber behielt man Johnny Herbert und holte aufgrund des neuen Motorenvertrages[2] den Ferrari-Testfahrer Nicola Larini nach zwei Jahren Auszeit zurück in die Formel 1. In den Jahren außerhalb der Formel 1 trat er in diversen Tourenwagenmeisterschaften an.
- Bei Tyrrell verpflichtete man Jos Verstappen und behielt Mika Salo für ein weiteres Jahr.
- Das neugegründete Stewart-Team vertraute auf den jungen Rubens Barrichello sowie Jan Magnussen.

#### Neue Fahrer
- Der Bruder von Ferrari-Fahrer Michael Schumacher, Ralf, stieg in die Formel 1 ins Team Jordan ein. Er fuhr in der Vorsaison in der japanischen Formel Nippon, wo er Meister wurde.
- Das neu formierte Prost-Team übernahm den Vorjahresfahrer Olivier Panis und holte den Neuling Shinji Nakano ins Team. Der Japaner war vor seiner Formel-1-Karriere in der Formel Nippon aktiv.
- Beim angeschlagenen Minardi-Team konnte man Ukyō Katayama von Tyrrell übernehmen sowie einen Neuling, Jarno Trulli, in die Formel 1 bringen. Trulli trat vor seiner Formel-1-Karriere in der deutschen Formel 3 an, wo er 1996 Meister wurde.
- Das Lola-Team verpflichtete die Paydriver Ricardo Rosset sowie den Neuling Vincenzo Sospiri. Sospiri war 1996 ein Testfahrer beim Benetton-Team.

#### Nicht mehr im Starterfeld
- Martin Brundle fand in der neuen Saison kein Team und beendete seine Formel-1-Karriere. Er arbeitete später als Kommentator des britischen TV-Senders ITV sowie als Manager von David Coulthard.
- Der Portugiese Pedro Lamy wechselte in die FIA-GT-Meisterschaft.
- Die beiden Forti-Fahrer Luca Badoer und Andrea Montermini fanden keinen aktiven Posten in der Formel 1. Badoer ging wie Lamy in die FIA-GT-Meisterschaft; Montermini wurde zwar Testfahrer für Lola, verließ jedoch nach deren Bankrott die Formel 1 endgültig.

### Teams

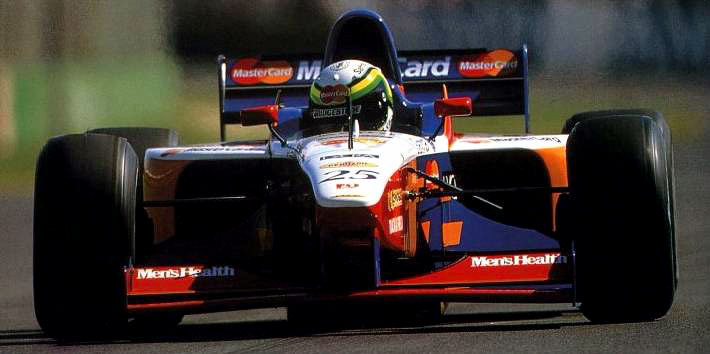
Scheiterten bei ihrem einzigen Qualifikationsversuch: MasterCard Lola

Es gab drei neue Teams in der Saison:
- Das Ligier-Team wurde vollständig von Alain Prost übernommen und in Prost Grand Prix umbenannt.
- Stewart Grand Prix stieg neu in die Formel 1 ein; es ging aus dem ehemaligen Formel-3-Team Paul Stewart Racing Team hervor und wurde vom ehemaligen Formel-1-Weltmeister Jackie Stewart sowie seinem Sohn Paul Stewart geleitet.
- Weiters stieg mit MasterCard Lola ein weiteres Team ein, trat jedoch nach dem ersten Rennen in Australien nicht mehr zu einem Rennen an, da sich der Hauptsponsor Mastercard nach den desaströsen Leistungen in Australien zurückgezogen hatte.

Das Footwork-Team benannte sich wieder zurück in Arrows und wechselte von Hart- auf Yamaha-Motoren. Ebenfalls die Motoren wechselte Tyrrell von Yamaha auf Ford. Sauber kaufte Ferrari-Motoren, welche unter der Lizenz von Petronas gemeldet wurden. Vor Saisonbeginn kam es jedoch zum Eklat, da Sauber ohne Einverständnis von Cesare Romiti, dem Generaldirektor von Fiat, der Presse den Kauf von Ferraris Motoren mitteilte. Zu Weihnachten wurde aber der Vertrag, 40 Milliarden Lire (umgerechnet 20 Millionen Euro) für die Ferrari-Motoren, dennoch fixiert.
Jordan verpflichtete John Davis, der dem Team beim Aufbau der Windkanäle in Brackley behilflich war. Die Kosten selbst übernahm Ferrari, um als Austausch Eddie Irvine aus dem gültigen Vertrag zu bekommen.
Das Forti-Team meldete sich nicht mehr zu einer Formel-1-Saison, nachdem es im Vorjahr Mitte Juli insolvent geworden war.

## Teams und Fahrer
| Foto                     | Team                        | Chassis        | Motor                 | Reifen | Nr. | Stammfahrer           | Rennen      | Test-/ Ersatzfahrer                         |
| ------------------------ | --------------------------- | -------------- | --------------------- | ------ | --- | --------------------- | ----------- | ------------------------------------------- |
| Arrows A18               | Danka Arrows Yamaha         | Arrows A18     | Yamaha 3.0 V10        | B      | 1   | Damon Hill            | 1–17        | Martin Brundle Jörg Müller                  |
| Arrows A18               | Danka Arrows Yamaha         | Arrows A18     | Yamaha 3.0 V10        | B      | 2   | Pedro Diniz           | 1–17        | Martin Brundle Jörg Müller                  |
| Williams FW19            | Rothmans Williams Renault   | Williams FW19  | Renault 3.0 V10       | G      | 3   | Jacques Villeneuve    | 1–17        | Jean-Christophe Boullion Juan Pablo Montoya |
| Williams FW19            | Rothmans Williams Renault   | Williams FW19  | Renault 3.0 V10       | G      | 4   | Heinz-Harald Frentzen | 1–17        | Jean-Christophe Boullion Juan Pablo Montoya |
| Ferrari F310B            | Scuderia Ferrari Marlboro   | Ferrari F310B  | Ferrari 3.0 V10       | G      | 5   | Michael Schumacher    | 1–17        | Gianni Morbidelli Nicola Larini             |
| Ferrari F310B            | Scuderia Ferrari Marlboro   | Ferrari F310B  | Ferrari 3.0 V10       | G      | 6   | Eddie Irvine          | 1–17        | Gianni Morbidelli Nicola Larini             |
| Benetton B197            | Mild Seven Benetton Renault | Benetton B197  | Renault 3.0 V10       | G      | 7   | Jean Alesi            | 1–17        | Alexander Wurz                              |
| Benetton B197            | Mild Seven Benetton Renault | Benetton B197  | Renault 3.0 V10       | G      | 8   | Gerhard Berger        | 1–6, 10–17  | Alexander Wurz                              |
| Benetton B197            | Mild Seven Benetton Renault | Benetton B197  | Renault 3.0 V10       | G      | 8   | Alexander Wurz        | 7–9         | Alexander Wurz                              |
| McLaren MP4/12           | West McLaren Mercedes       | McLaren MP4/12 | Mercedes-Benz 3.0 V10 | G      | 9   | Mika Häkkinen         | 1–17        | n/a                                         |
| McLaren MP4/12           | West McLaren Mercedes       | McLaren MP4/12 | Mercedes-Benz 3.0 V10 | G      | 10  | David Coulthard       | 1–17        | n/a                                         |
| Jordan 197               | B&H Total Jordan Peugeot    | Jordan 197     | Peugeot 3.0 V10       | G      | 11  | Ralf Schumacher       | 1–17        | Ricardo Zonta                               |
| Jordan 197               | B&H Total Jordan Peugeot    | Jordan 197     | Peugeot 3.0 V10       | G      | 12  | Giancarlo Fisichella  | 1–17        | Ricardo Zonta                               |
| Prost JS45               | Prost Gauloises Blondes     | Prost JS45     | Mugen-Honda 3.0 V10   | B      | 14  | Olivier Panis         | 1–7, 15–17  | Emmanuel Collard                            |
| Prost JS45               | Prost Gauloises Blondes     | Prost JS45     | Mugen-Honda 3.0 V10   | B      | 14  | Jarno Trulli          | 8–14        | Emmanuel Collard                            |
| Prost JS45               | Prost Gauloises Blondes     | Prost JS45     | Mugen-Honda 3.0 V10   | B      | 15  | Shinji Nakano         | 1–17        | Emmanuel Collard                            |
| Sauber C16               | Red Bull Sauber Petronas    | Sauber C16     | Petronas 3.0 V10      | G      | 16  | Johnny Herbert        | 1–17        | Norberto Fontana                            |
| Sauber C16               | Red Bull Sauber Petronas    | Sauber C16     | Petronas 3.0 V10      | G      | 17  | Nicola Larini         | 1–5         | Norberto Fontana                            |
| Sauber C16               | Red Bull Sauber Petronas    | Sauber C16     | Petronas 3.0 V10      | G      | 17  | Gianni Morbidelli     | 6, 7, 11–16 | Norberto Fontana                            |
| Sauber C16               | Red Bull Sauber Petronas    | Sauber C16     | Petronas 3.0 V10      | G      | 17  | Norberto Fontana      | 8–10, 17    | Norberto Fontana                            |
| Modell eines Tyrrell 025 | PIAA Tyrrell Ford           | Tyrrell 025    | Ford ED4/ED5 3.0 V8   | G      | 18  | Jos Verstappen        | 1–17        | Toranosuke Takagi                           |
| Modell eines Tyrrell 025 | PIAA Tyrrell Ford           | Tyrrell 025    | Ford ED4/ED5 3.0 V8   | G      | 19  | Mika Salo             | 1–17        | Toranosuke Takagi                           |
| Minardi M197             | Minardi Team                | Minardi M197   | Hart 3.0 V8           | B      | 20  | Ukyō Katayama         | 1–17        | Tarso Marques                               |
| Minardi M197             | Minardi Team                | Minardi M197   | Hart 3.0 V8           | B      | 21  | Jarno Trulli          | 1–7         | Tarso Marques                               |
| Minardi M197             | Minardi Team                | Minardi M197   | Hart 3.0 V8           | B      | 21  | Tarso Marques         | 8–17        | Tarso Marques                               |
| Stewart SF01             | HSBC Malaysia Stewart Ford  | Stewart SF01   | Ford Zetec-R 3.0 V10  | B      | 22  | Rubens Barrichello    | 1–17        | n/a                                         |
| Stewart SF01             | HSBC Malaysia Stewart Ford  | Stewart SF01   | Ford Zetec-R 3.0 V10  | B      | 23  | Jan Magnussen         | 1–17        | n/a                                         |
| Lola T97/30              | Mastercard Lola F1 Team     | Lola T97/30    | Ford Zetec-R 3.0 V8   | B      | 24  | Vincenzo Sospiri      | 1           | Andrea Montermini                           |
| Lola T97/30              | Mastercard Lola F1 Team     | Lola T97/30    | Ford Zetec-R 3.0 V8   | B      | 25  | Ricardo Rosset        | 1           | Andrea Montermini                           |

## Rennkalender
| Nr. | Datum         | Grand Prix (Strecke)          | Distanz (km) | Sieger                                   | Zweiter                                  | Dritter                                  | Pole- Position                           | Schnellste Rennrunde                     | Gesamtführender Fahrer                | Gesamtführender Konstrukteur |
| --- | ------------- | ----------------------------- | ------------ | ---------------------------------------- | ---------------------------------------- | ---------------------------------------- | ---------------------------------------- | ---------------------------------------- | ------------------------------------- | ---------------------------- |
| 01  | 9. März       | Australien (Melbourne)        | 307,516      | David Coulthard (McLaren-Mercedes)       | Michael Schumacher (Ferrari)             | Mika Häkkinen (McLaren-Mercedes)         | Jacques Villeneuve (Williams-Renault)    | Heinz-Harald Frentzen (Williams-Renault) | David Coulthard (McLaren-Mercedes)    | McLaren-Mercedes             |
| 02  | 30. März      | Brasilien (São Paulo)         | 309,024      | Jacques Villeneuve (Williams-Renault)    | Gerhard Berger (Benetton-Renault)        | Olivier Panis (Prost-Mugen-Honda)        | Jacques Villeneuve (Williams-Renault)    | Jacques Villeneuve (Williams-Renault)    | David Coulthard (McLaren-Mercedes)    | McLaren-Mercedes             |
| 03  | 13. April     | Argentinien (Buenos Aires)    | 306,482      | Jacques Villeneuve (Williams-Renault)    | Eddie Irvine (Ferrari)                   | Ralf Schumacher (Jordan-Peugeot)         | Jacques Villeneuve (Williams-Renault)    | Gerhard Berger (Benetton-Renault)        | Jacques Villeneuve (Williams-Renault) | Williams-Renault             |
| 04  | 27. April     | San Marino (Imola)            | 303,304      | Heinz-Harald Frentzen (Williams-Renault) | Michael Schumacher (Ferrari)             | Eddie Irvine (Ferrari)                   | Jacques Villeneuve (Williams-Renault)    | Heinz-Harald Frentzen (Williams-Renault) | Jacques Villeneuve (Williams-Renault) | Williams-Renault             |
| 05  | 11. Mai       | Monaco (Monte Carlo)          | 208,692      | Michael Schumacher (Ferrari)             | Rubens Barrichello (Stewart-Ford)        | Eddie Irvine (Ferrari)                   | Heinz-Harald Frentzen (Williams-Renault) | Michael Schumacher (Ferrari)             | Michael Schumacher (Ferrari)          | Ferrari                      |
| 06  | 25. Mai       | Spanien (Montmeló)            | 302,469      | Jacques Villeneuve (Williams-Renault)    | Olivier Panis (Prost-Mugen-Honda)        | Jean Alesi (Benetton-Renault)            | Jacques Villeneuve (Williams-Renault)    | Giancarlo Fisichella (Jordan-Peugeot)    | Jacques Villeneuve (Williams-Renault) | Ferrari                      |
| 07  | 15. Juni      | Kanada (Montréal)             | 238,734      | Michael Schumacher (Ferrari)             | Jean Alesi (Benetton-Renault)            | Giancarlo Fisichella (Jordan-Peugeot)    | Michael Schumacher (Ferrari)             | David Coulthard (McLaren-Mercedes)       | Michael Schumacher (Ferrari)          | Ferrari                      |
| 08  | 29. Juni      | Frankreich (Magny-Cours)      | 305,814      | Michael Schumacher (Ferrari)             | Heinz-Harald Frentzen (Williams-Renault) | Eddie Irvine (Ferrari)                   | Michael Schumacher (Ferrari)             | Michael Schumacher (Ferrari)             | Michael Schumacher (Ferrari)          | Ferrari                      |
| 09  | 13. Juli      | Großbritannien (Silverstone)  | 303,296      | Jacques Villeneuve (Williams-Renault)    | Jean Alesi (Benetton-Renault)            | Alexander Wurz (Benetton-Renault)        | Jacques Villeneuve (Williams-Renault)    | Michael Schumacher (Ferrari)             | Michael Schumacher (Ferrari)          | Ferrari                      |
| 10  | 27. Juli      | Deutschland (Hockenheim)      | 307,035      | Gerhard Berger (Benetton-Renault)        | Michael Schumacher (Ferrari)             | Mika Häkkinen (McLaren-Mercedes)         | Gerhard Berger (Benetton-Renault)        | Gerhard Berger (Benetton-Renault)        | Michael Schumacher (Ferrari)          | Ferrari                      |
| 11  | 10. August    | Ungarn (Mogyoród)             | 305,536      | Jacques Villeneuve (Williams-Renault)    | Damon Hill (Arrows-Yamaha)               | Johnny Herbert (Sauber-Petronas)         | Michael Schumacher (Ferrari)             | Heinz-Harald Frentzen (Williams-Renault) | Michael Schumacher (Ferrari)          | Ferrari                      |
| 12  | 24. August    | Belgien (Spa-Francorchamps)   | 306,592      | Michael Schumacher (Ferrari)             | Giancarlo Fisichella (Jordan-Peugeot)    | Heinz-Harald Frentzen (Williams-Renault) | Jacques Villeneuve (Williams-Renault)    | Jacques Villeneuve (Williams-Renault)    | Michael Schumacher (Ferrari)          | Ferrari                      |
| 13  | 7. September  | Italien (Monza)               | 305,810      | David Coulthard (McLaren-Mercedes)       | Jean Alesi (Benetton-Renault)            | Heinz-Harald Frentzen (Williams-Renault) | Jean Alesi (Benetton-Renault)            | Mika Häkkinen (McLaren-Mercedes)         | Michael Schumacher (Ferrari)          | Ferrari                      |
| 14  | 21. September | Österreich (Spielberg)        | 306,933      | Jacques Villeneuve (Williams-Renault)    | David Coulthard (McLaren-Mercedes)       | Heinz-Harald Frentzen (Williams-Renault) | Jacques Villeneuve (Williams-Renault)    | Jacques Villeneuve (Williams-Renault)    | Michael Schumacher (Ferrari)          | Williams-Renault             |
| 15  | 28. September | Luxemburg (Nürburg)           | 305,252      | Jacques Villeneuve (Williams-Renault)    | Jean Alesi (Benetton-Renault)            | Heinz-Harald Frentzen (Williams-Renault) | Mika Häkkinen (McLaren-Mercedes)         | Heinz-Harald Frentzen (Williams-Renault) | Jacques Villeneuve (Williams-Renault) | Williams-Renault             |
| 16  | 12. Oktober   | Japan (Suzuka)                | 310,792      | Michael Schumacher (Ferrari)             | Heinz-Harald Frentzen (Williams-Renault) | Eddie Irvine (Ferrari)                   | Jacques Villeneuve (Williams-Renault)    | Heinz-Harald Frentzen (Williams-Renault) | Michael Schumacher (Ferrari)          | Williams-Renault             |
| 17  | 26. Oktober   | Europa (Jerez de la Frontera) | 305,532      | Mika Häkkinen (McLaren-Mercedes)         | David Coulthard (McLaren-Mercedes)       | Jacques Villeneuve (Williams-Renault)    | Jacques Villeneuve (Williams-Renault)    | Heinz-Harald Frentzen (Williams-Renault) | Jacques Villeneuve (Williams-Renault) | Williams-Renault             |

## Rennberichte

### Großer Preis von Australien
| Platz | Fahrer             | Team              | Zeit        |
| ----- | ------------------ | ----------------- | ----------- |
| 1     | David Coulthard    | McLaren-Mercedes  | 1:30:28,718 |
| 2     | Michael Schumacher | Ferrari           | + 20,046    |
| 3     | Mika Häkkinen      | McLaren-Mercedes  | + 22,177    |
| 4     | Gerhard Berger     | Benetton-Renault  | + 22,841    |
| 5     | Olivier Panis      | Prost-Mugen-Honda | + 1:00,308  |
| 6     | Nicola Larini      | Sauber-Petronas   | + 1:36,040  |

Der Große Preis von Australien auf dem Albert Park Circuit in Melbourne fand am 9. März 1997 über 58 Runden auf insgesamt 307,516 km statt.
Die Williams waren im Training deutlich überlegen, doch Jacques Villeneuve musste sein Rennen nach einer Kollision mit Irvine und Herbert gleich in der ersten Kurve beenden. Frentzen führte daraufhin das Rennen zeitweise souverän an, bis ihm drei Runden vor Schluss hinter Coulthard auf Platz zwei liegend eine Bremsscheibe explodierte und er sich von der Strecke drehte.

### Großer Preis von Brasilien
| Platz | Fahrer             | Team              | Zeit        |
| ----- | ------------------ | ----------------- | ----------- |
| 1     | Jacques Villeneuve | Williams-Renault  | 1:36:09,990 |
| 2     | Gerhard Berger     | Benetton-Renault  | + 4,190     |
| 3     | Olivier Panis      | Prost-Mugen-Honda | + 15,870    |
| 4     | Mika Häkkinen      | McLaren-Mercedes  | + 33,030    |
| 5     | Michael Schumacher | Ferrari           | + 33,730    |
| 6     | Jean Alesi         | Benetton-Renault  | + 34,020    |

Der Große Preis von Brasilien auf der Rennstrecke Interlagos in São Paulo fand am 30. März 1997 statt und ging über eine Distanz von 72 Runden über insgesamt 309,024 km.
Das Rennen war gezeichnet vom harten Zweikampf Villeneuve gegen Berger, der erst in den letzten Runden wirklich entschieden wurde. Frentzen konnte in Brasilien gar nicht mithalten und wurde nur Achter, dafür zeigte Olivier Panis erstmals auf, dass mit den neuen Bridgestone-Reifen durchaus zu rechnen ist.

### Großer Preis von Argentinien
| Platz | Fahrer             | Team             | Zeit        |
| ----- | ------------------ | ---------------- | ----------- |
| 1     | Jacques Villeneuve | Williams-Renault | 1:52:01,715 |
| 2     | Eddie Irvine       | Ferrari          | + 0,979     |
| 3     | Ralf Schumacher    | Jordan-Peugeot   | + 12,089    |
| 4     | Johnny Herbert     | Sauber-Petronas  | + 29,919    |
| 5     | Mika Häkkinen      | McLaren-Mercedes | + 30,351    |
| 6     | Gerhard Berger     | Benetton-Renault | + 31,393    |

Der Große Preis von Argentinien auf der Rennstrecke Autódromo Oscar Alfredo Gálvez in Buenos Aires fand am 13. April 1997 statt und ging über eine Distanz von 72 Runden über insgesamt 306,648 km.
Die große Überraschung war Olivier Panis, der von seinem guten dritten Startplatz aus von Anfang an Villeneuve jagte und bis zu seinem Ausfall am Führenden dran blieb. Ralf Schumacher schaffte es in seinem erst dritten Rennen gleich auf das Podium, allerdings mit dem Beigeschmack, dass er seinen Teamkollegen Fisichella aus dem Rennen befördert hatte.

### Großer Preis von San Marino
| Platz | Fahrer                | Team             | Zeit        |
| ----- | --------------------- | ---------------- | ----------- |
| 1     | Heinz-Harald Frentzen | Williams-Renault | 1:31:00,673 |
| 2     | Michael Schumacher    | Ferrari          | + 1,237     |
| 3     | Eddie Irvine          | Ferrari          | + 1:18,343  |
| 4     | Giancarlo Fisichella  | Jordan-Peugeot   | + 1:23,388  |
| 5     | Jean Alesi            | Benetton-Renault | + 1 Runde   |
| 6     | Mika Häkkinen         | McLaren-Mercedes | + 1 Runde   |

Der Große Preis von San Marino auf dem Autodromo Enzo e Dino Ferrari in Imola fand am 27. April 1997 statt und ging über eine Distanz von 62 Runden über insgesamt 305,660 km.
Frentzens erster und einziger Sieg für Williams, nachdem er sich nach Villeneuves Ausfall souverän gegen Michael Schumacher behauptet hatte.

### Großer Preis von Monaco
| Platz | Fahrer               | Team              | Zeit        |
| ----- | -------------------- | ----------------- | ----------- |
| 1     | Michael Schumacher   | Ferrari           | 2:00:05,654 |
| 2     | Rubens Barrichello   | Stewart-Ford      | + 53,306    |
| 3     | Eddie Irvine         | Ferrari           | + 1:22,118  |
| 4     | Olivier Panis        | Prost-Mugen-Honda | + 1:44,402  |
| 5     | Mika Salo            | Tyrrell-Ford      | + 1 Runde   |
| 6     | Giancarlo Fisichella | Jordan-Peugeot    | + 1 Runde   |

Der Große Preis von Monaco in Monte Carlo fand am 11. Mai 1997 statt und ging über eine Distanz von 62 statt der üblichen 78 Runden auf insgesamt 208,754 km.
Strömender Regen ließ dieses Rennen zu einem deutlichen Sieg für Michael Schumacher werden, aber auch der ebenfalls als Regenspezialist bekannte Rubens Barrichello konnte hier für das neue Stewart-Team einen herausragenden Erfolg verbuchen.

### Großer Preis von Spanien
| Platz | Fahrer             | Team              | Zeit        |
| ----- | ------------------ | ----------------- | ----------- |
| 1     | Jacques Villeneuve | Williams-Renault  | 1:30:35,896 |
| 2     | Olivier Panis      | Prost-Mugen-Honda | + 5,804     |
| 3     | Jean Alesi         | Benetton-Renault  | + 12,534    |
| 4     | Michael Schumacher | Ferrari           | + 17,979    |
| 5     | Johnny Herbert     | Sauber-Petronas   | + 27,986    |
| 6     | David Coulthard    | McLaren-Mercedes  | + 29,744    |

Der Große Preis von Spanien auf dem Circuit de Catalunya in Barcelona fand am 25. Mai 1997 statt und ging über eine Distanz von 64 Runden über insgesamt 302,592 km.
Ähnlich wie in Argentinien waren die Bridgestone-Reifen hier sehr konkurrenzfähig, was Olivier Panis wiederum die Möglichkeit zu einer Glanzvorstellung gab. Obwohl nur aus dem Mittelfeld gestartet, sparte er sich einen Reifenwechsel und überholte dadurch mit Ausnahme des Siegers Jacques Villeneuve alle anderen Fahrer.

### Großer Preis von Kanada
| Platz | Fahrer                | Team              | Zeit        |
| ----- | --------------------- | ----------------- | ----------- |
| 1     | Michael Schumacher    | Ferrari           | 1:17:40,646 |
| 2     | Jean Alesi            | Benetton-Renault  | + 2,565     |
| 3     | Giancarlo Fisichella  | Jordan-Peugeot    | + 3,219     |
| 4     | Heinz-Harald Frentzen | Williams-Renault  | + 3,768     |
| 5     | Johnny Herbert        | Sauber-Petronas   | + 4,716     |
| 6     | Shinji Nakano         | Prost-Mugen-Honda | + 36,701    |

Der Große Preis von Kanada auf dem Circuit Gilles-Villeneuve in Montréal fand am 15. Juni 1997 statt und ging über eine Distanz von 54 Runden über insgesamt 238,734 km.
Wie fast immer bot Kanada ein Rennen mit zahlreichen Unfällen und Drehern, wurde jedoch spät im Rennen vom schweren Unfall von Olivier Panis, der sich dabei beide Beine brach, überschattet. Nach einer kurzen Safety-Car-Phase wurde das Rennen dann abgebrochen.

### Großer Preis von Frankreich
| Platz | Fahrer                | Team             | Zeit        |
| ----- | --------------------- | ---------------- | ----------- |
| 1     | Michael Schumacher    | Ferrari          | 1:38:50,492 |
| 2     | Heinz-Harald Frentzen | Williams-Renault | + 23,537    |
| 3     | Eddie Irvine          | Ferrari          | + 1:14,801  |
| 4     | Jacques Villeneuve    | Williams-Renault | + 1:21,784  |
| 5     | Jean Alesi            | Benetton-Renault | + 1:22,735  |
| 6     | Ralf Schumacher       | Jordan-Peugeot   | + 1:29,871  |

Der Große Preis von Frankreich auf dem Circuit de Nevers Magny-Cours bei Nevers fand am 29. Juni 1997 statt und ging über eine Distanz von 72 Runden (305,784 km).
Aus deutscher Sicht war die Startaufstellung ein Highlight, weil sich Michael Schumacher, Heinz-Harald Frentzen und Ralf Schumacher die Startplätze eins bis drei sicherten. Im Rennen gab es dann einen deutschen Doppelsieg, Villeneuve konnte hier nicht mithalten.

### Großer Preis von Großbritannien
| Platz | Fahrer             | Team             | Zeit        |
| ----- | ------------------ | ---------------- | ----------- |
| 1     | Jacques Villeneuve | Williams-Renault | 1:28:01,665 |
| 2     | Jean Alesi         | Benetton-Renault | + 10,205    |
| 3     | Alexander Wurz     | Benetton-Renault | + 11,296    |
| 4     | David Coulthard    | McLaren-Mercedes | + 31,229    |
| 5     | Ralf Schumacher    | Jordan-Peugeot   | + 31,880    |
| 6     | Damon Hill         | Arrows-Yamaha    | + 1:10,662  |

Der Große Preis von Großbritannien auf dem Silverstone Circuit in Silverstone fand am 13. Juli 1997 statt und ging über eine Distanz von 59 Runden (303,260 km).
Erneut sah es zunächst nach einem weiteren Schumacher-Sieg aus, doch er musste wegen eines Radlagerschadens vorzeitig aufgeben, was Villeneuve den Weg frei machte. Bis wenige Runden vor Schluss lag Villeneuve noch hinter Mika Häkkinen auf dem 2. Platz, bis dieser durch einen Motorschaden ausfiel. Berger-Ersatzmann Alexander Wurz zeigte hier ein starkes Rennen, führte sogar eine Runde und machte seinem Teamkollegen Jean Alesi mächtig Druck.

### Großer Preis von Deutschland
| Platz | Fahrer             | Team              | Zeit        |
| ----- | ------------------ | ----------------- | ----------- |
| 1     | Gerhard Berger     | Benetton-Renault  | 1:20:59,046 |
| 2     | Michael Schumacher | Ferrari           | + 17,524    |
| 3     | Mika Häkkinen      | McLaren-Mercedes  | + 24,770    |
| 4     | Jarno Trulli       | Prost-Mugen-Honda | + 27,165    |
| 5     | Ralf Schumacher    | Jordan-Peugeot    | + 29,985    |
| 6     | Jean Alesi         | Benetton-Renault  | + 34,717    |

Der Große Preis von Deutschland auf dem Hockenheimring in Hockenheim fand am 27. Juli 1997 statt und ging über eine Distanz von 45 Runden über insgesamt 307,035 km.
Nach drei Rennen Pause und dem tragischen Tod seines Vaters war Rückkehrer Gerhard Berger hier unerreichbar, er sicherte sich zunächst die Pole-Position und war dann im Rennen ebenfalls nicht zu schlagen. Einzig der junge Giancarlo Fisichella bot ihm Paroli, bis ihm kurz vor Schluss ein Reifen platzte.

### Großer Preis von Ungarn
| Platz | Fahrer             | Team              | Zeit        |
| ----- | ------------------ | ----------------- | ----------- |
| 1     | Jacques Villeneuve | Williams-Renault  | 1:45:47,149 |
| 2     | Damon Hill         | Arrows-Yamaha     | + 9,079     |
| 3     | Johnny Herbert     | Sauber-Petronas   | + 20,445    |
| 4     | Michael Schumacher | Ferrari           | + 30,501    |
| 5     | Ralf Schumacher    | Jordan-Peugeot    | + 30,715    |
| 6     | Shinji Nakano      | Prost-Mugen-Honda | + 41,512    |

Der Große Preis von Ungarn auf dem Hungaroring in Budapest fand am 10. August 1997 statt und ging über eine Distanz von 77 Runden auf insgesamt 305,536 km.
Bei hohen Temperaturen waren in Ungarn wieder die Reifen ausschlaggebend und abermals zeigte sich, wie gut die neuen Bridgestone-Pneus waren. Hatte Weltmeister Damon Hill in der bisherigen Saison fast nur Pech, schaffte er hier dank der Reifen schon im Training einen guten 3. Startplatz und führte dann das Rennen überlegen an, während Polesitter Michael Schumacher nach drei Reifenwechseln nicht um den Sieg mitkämpfen konnte. Hill führte bis zur letzten Runde, erlitt jedoch dann einen Getriebeschaden, sodass er nur noch langsam um den Kurs fahren konnte und noch von Jacques Villeneuve abgefangen wurde.

### Großer Preis von Belgien
| Platz | Fahrer                | Team             | Zeit        |
| ----- | --------------------- | ---------------- | ----------- |
| 1     | Michael Schumacher    | Ferrari          | 1:33:46,717 |
| 2     | Giancarlo Fisichella  | Jordan-Peugeot   | + 26,753    |
| 3     | Heinz-Harald Frentzen | Williams-Renault | + 32,147    |
| 4     | Johnny Herbert        | Sauber-Petronas  | + 39,025    |
| 5     | Jacques Villeneuve    | Williams-Renault | + 42,103    |
| 6     | Gerhard Berger        | Benetton-Renault | + 1:03,741  |

Der Große Preis von Belgien auf dem Rennkurs Spa-Francorchamps nahe Spa fand am 24. August 1997 statt und ging über eine Distanz von 44 Runden über 306,592 km.
Im strömenden Regen von Spa fuhr man die ersten 3 Runden hinter dem Safety-Car und gab erst dann das Rennen frei. Da die Strecke aber sehr schnell abtrocknete, entwickelte sich das erste Renndrittel zu einer Reifenlotterie. Wer zu lange auf Regenreifen fuhr, fiel weit zurück, so auch die beiden Williams. Michael Schumacher überholte innerhalb weniger Kurven die vor ihm liegenden Alesi und Villeneuve und fuhr dann auf und davon. Mika Häkkinen kam zwar als Dritter ins Ziel, wurde aber nach dem Rennen disqualifiziert.

### Großer Preis von Italien
| Platz | Fahrer                | Team             | Zeit        |
| ----- | --------------------- | ---------------- | ----------- |
| 1     | David Coulthard       | McLaren-Mercedes | 1:17:04,609 |
| 2     | Jean Alesi            | Benetton-Renault | + 1,937     |
| 3     | Heinz-Harald Frentzen | Williams-Renault | + 4,343     |
| 4     | Giancarlo Fisichella  | Jordan-Peugeot   | + 5,871     |
| 5     | Jacques Villeneuve    | Williams-Renault | + 6,416     |
| 6     | Michael Schumacher    | Ferrari          | + 11,481    |

Der Große Preis von Italien auf dem Autodromo Nazionale Monza in Monza fand am 7. September 1997 statt und ging über eine Distanz von 53 Runden (305,810 km).
Die beiden WM-Favoriten Schumacher und Villeneuve gaben an diesem Wochenende nicht das Tempo vor. Vielmehr überraschte Benetton-Pilot Jean Alesi mit der zweiten Pole-Position seiner Laufbahn. Im Rennen wurde er jedoch in Runde 32 in der Boxengasse von David Coulthard überholt, der von einer kürzeren Standzeit profitieren konnte. Die Reihenfolge an der Spitze änderte sich danach nicht mehr. Das Pech ereilte Mika Häkkinen, der wegen eines Reifenschadens einen zusätzlichen Boxenstopp einlegen musste und so einen möglichen vierten Rang verpasste. Bei seiner Aufholjagd auf Platz neun fuhr Häkkinen die schnellste Rennrunde.

### Großer Preis von Österreich
| Platz | Fahrer                | Team             | Zeit        |
| ----- | --------------------- | ---------------- | ----------- |
| 1     | Jacques Villeneuve    | Williams-Renault | 1:27:35,999 |
| 2     | David Coulthard       | McLaren-Mercedes | + 2,909     |
| 3     | Heinz-Harald Frentzen | Williams-Renault | + 3,962     |
| 4     | Giancarlo Fisichella  | Jordan-Peugeot   | + 12,127    |
| 5     | Ralf Schumacher       | Jordan-Peugeot   | + 31,859    |
| 6     | Michael Schumacher    | Ferrari          | + 33,411    |

Der Große Preis von Österreich auf dem A1-Ring in Spielberg fand am 21. September 1997 statt und ging über eine Distanz von 71 Runden (306,933 km).

### Großer Preis von Luxemburg
| Platz | Fahrer                | Team              | Zeit        |
| ----- | --------------------- | ----------------- | ----------- |
| 1     | Jacques Villeneuve    | Williams-Renault  | 1:31:27,843 |
| 2     | Jean Alesi            | Benetton-Renault  | + 11,770    |
| 3     | Heinz-Harald Frentzen | Williams-Renault  | + 13,480    |
| 4     | Gerhard Berger        | Benetton-Renault  | + 16,416    |
| 5     | Pedro Diniz           | Arrows-Yamaha     | + 43,147    |
| 6     | Olivier Panis         | Prost-Mugen-Honda | + 43,750    |

Der Große Preis von Luxemburg auf dem Nürburgring fand am 28. September 1997 statt und ging über eine Distanz von 67 Runden über insgesamt 305,252 km.
Von Beginn an dominierten die McLaren das Rennen über zwei Drittel der Distanz, bis sowohl Häkkinen als auch Coulthard kurz nacheinander mit technischen Defekten ausfielen. Jacques Villeneuve erbte einen ungefährdeten Sieg und machte einen großen Schritt Richtung WM, da Michael Schumacher bereits beim Start durch eine Kollision mit beiden Jordan weit zurückfiel und kurz danach aufgab.

### Großer Preis von Japan
| Platz | Fahrer                | Team             | Zeit        |
| ----- | --------------------- | ---------------- | ----------- |
| 1     | Michael Schumacher    | Ferrari          | 1:29:48,446 |
| 2     | Heinz-Harald Frentzen | Williams-Renault | + 1,378     |
| 3     | Eddie Irvine          | Ferrari          | + 26,384    |
| 4     | Mika Häkkinen         | McLaren-Mercedes | + 27,129    |
| 5     | Jean Alesi            | Benetton-Renault | + 40,403    |
| 6     | Johnny Herbert        | Sauber-Petronas  | + 41,630    |

Der Große Preis von Japan auf dem Suzuka International Racing Course nahe Suzuka fand am 12. Oktober 1997 statt und ging über eine Distanz von 53 Runden auf insgesamt 310,580 km.
Nachdem Villeneuve im Training eine Strafe bekommen hatte, obwohl er ohnehin schon auf Bewährung gefahren war, durfte er nur unter Vorbehalt überhaupt am Rennen teilnehmen. Rundenlang blockierte er das Feld und fuhr drei bis vier Sekunden pro Runde langsamer als normal. Ferrari jedoch hatte eine perfekte Teamstrategie ausgearbeitet, brachte Irvine in Front und dieser sorgte dann in einem genau abgesprochenen Manöver gegen Villeneuve dafür, dass Schumacher beide überholen und somit gewinnen konnte. Villeneuve wurde daraufhin nur Fünfter, später wurde die Strafe bestätigt und er ganz aus der Wertung genommen.

### Großer Preis von Europa
| Platz | Fahrer                | Team             | Zeit        |
| ----- | --------------------- | ---------------- | ----------- |
| 1     | Mika Häkkinen         | McLaren-Mercedes | 1:38:57,772 |
| 2     | David Coulthard       | McLaren-Mercedes | + 1,654     |
| 3     | Jacques Villeneuve    | Williams-Renault | + 1,803     |
| 4     | Gerhard Berger        | Benetton-Renault | + 1,919     |
| 5     | Eddie Irvine          | Ferrari          | + 3,789     |
| 6     | Heinz-Harald Frentzen | Williams-Renault | + 4,537     |

Der Große Preis von Europa auf dem Circuito de Jerez in Jerez de la Frontera fand am 26. Oktober 1997 statt und ging über 69 Runden auf insgesamt 305,532 km.
Bereits in der Qualifikation ereignete sich eine Kuriosität, die gleichzeitig ein Novum in der Formel-1-Geschichte darstellte: Die drei Erstplatzierten Jacques Villeneuve, Michael Schumacher und Heinz-Harald Frentzen wurden mit einer auf die Tausendstelsekunde exakt gleichen Zeit (1:21,072 Minuten) gestoppt. Über die Reihenfolge entschied nun, wer die Zeit zuerst gefahren hatte.
Im Rennen führte Schumacher anfangs und setzte sich von seinen Verfolgern ab, bekam jedoch nach seinem zweiten Tankstopp Reifenprobleme, sodass Villeneuve binnen zwei Runden aufholen konnte. In Umlauf 48 probierte der Kanadier vor der Curva Dry Sac ein Ausbremsmanöver, bei dem Schumacher den Kanadier seitlich rammte. Schumacher schied daraufhin aus, während Villeneuve weiterfahren konnte. In der letzten Runde ließ er kampflos die beiden McLaren-Piloten Mika Häkkinen und David Coulthard passieren, da ihm ein dritter Platz zum WM-Titel genügte. Schumacher wurde nach dem Rennen für sein als absichtlich eingestuftes Manöver gegen Villeneuve von der FIA bestraft und aus der WM-Wertung gestrichen.

## Qualifying-/Rennduelle
Diese beiden Tabellen zeigen, welche Fahrer im jeweiligen Team die besseren Platzierungen im Qualifying bzw. im Rennen erreicht haben.
| Fahrer             | :             | Fahrer                |
| Arrows-Yamaha      | Arrows-Yamaha | Arrows-Yamaha         |
| ------------------ | ------------- | --------------------- |
| Damon Hill         | 14:3          | Pedro Diniz           |
| Williams-Renault   |               |                       |
| Jacques Villeneuve | 13:4          | Heinz-Harald Frentzen |
| Ferrari            |               |                       |
| Michael Schumacher | 16:1          | Eddie Irvine          |
| Benetton-Renault   |               |                       |
| Jean Alesi         | 7:7           | Gerhard Berger        |
| Jean Alesi         | 1:2           | Alexander Wurz        |
| McLaren-Mercedes   |               |                       |
| Mika Häkkinen      | 11:6          | David Coulthard       |
| Jordan-Peugeot     |               |                       |
| Ralf Schumacher    | 7:10          | Giancarlo Fisichella  |
| Prost-Mugen-Honda  |               |                       |
| Olivier Panis      | 10:0          | Shinji Nakano         |
| Jarno Trulli       | 6:1           | Shinji Nakano         |
| Sauber-Petronas    |               |                       |
| Johnny Herbert     | 5:0           | Nicola Larini         |
| Johnny Herbert     | 8:0           | Gianni Morbidelli     |
| Johnny Herbert     | 4:0           | Norberto Fontana      |
| Tyrrell-Ford       |               |                       |
| Jos Verstappen     | 7:10          | Mika Salo             |
| Minardi-Hart       |               |                       |
| Ukyo Katayama      | 1:6           | Jarno Trulli          |
| Ukyo Katayama      | 8:2           | Tarso Marques         |
| Stewart-Ford       |               |                       |
| Rubens Barrichello | 16:1          | Jan Magnussen         |
| Lola-Ford          |               |                       |
| Vincenzo Sospiri   | 1:0           | Ricardo Rosset        |

| Fahrer             | :             | Fahrer                |
| Arrows-Yamaha      | Arrows-Yamaha | Arrows-Yamaha         |
| ------------------ | ------------- | --------------------- |
| Damon Hill         | 10:6          | Pedro Diniz           |
| Williams-Renault   |               |                       |
| Jacques Villeneuve | 9:7           | Heinz-Harald Frentzen |
| Ferrari            |               |                       |
| Michael Schumacher | 13:4          | Eddie Irvine          |
| Benetton-Renault   |               |                       |
| Jean Alesi         | 5:9           | Gerhard Berger        |
| Jean Alesi         | 3:0           | Alexander Wurz        |
| McLaren-Mercedes   |               |                       |
| Mika Häkkinen      | 7:8           | David Coulthard       |
| Jordan-Peugeot     |               |                       |
| Ralf Schumacher    | 5:11          | Giancarlo Fisichella  |
| Prost-Mugen-Honda  |               |                       |
| Olivier Panis      | 8:2           | Shinji Nakano         |
| Jarno Trulli       | 6:1           | Shinji Nakano         |
| Sauber-Petronas    |               |                       |
| Johnny Herbert     | 2:3           | Nicola Larini         |
| Johnny Herbert     | 6:1           | Gianni Morbidelli     |
| Johnny Herbert     | 2:2           | Norberto Fontana      |
| Tyrrell-Ford       |               |                       |
| Jos Verstappen     | 5:12          | Mika Salo             |
| Minardi-Hart       |               |                       |
| Ukyo Katayama      | 2:5           | Jarno Trulli          |
| Ukyo Katayama      | 6:3           | Tarso Marques         |
| Stewart-Ford       |               |                       |
| Rubens Barrichello | 12:5          | Jan Magnussen         |
| Lola-Ford          |               |                       |
| Vincenzo Sospiri   | —:—           | Ricardo Rosset        |

## Weltmeisterschaftswertungen

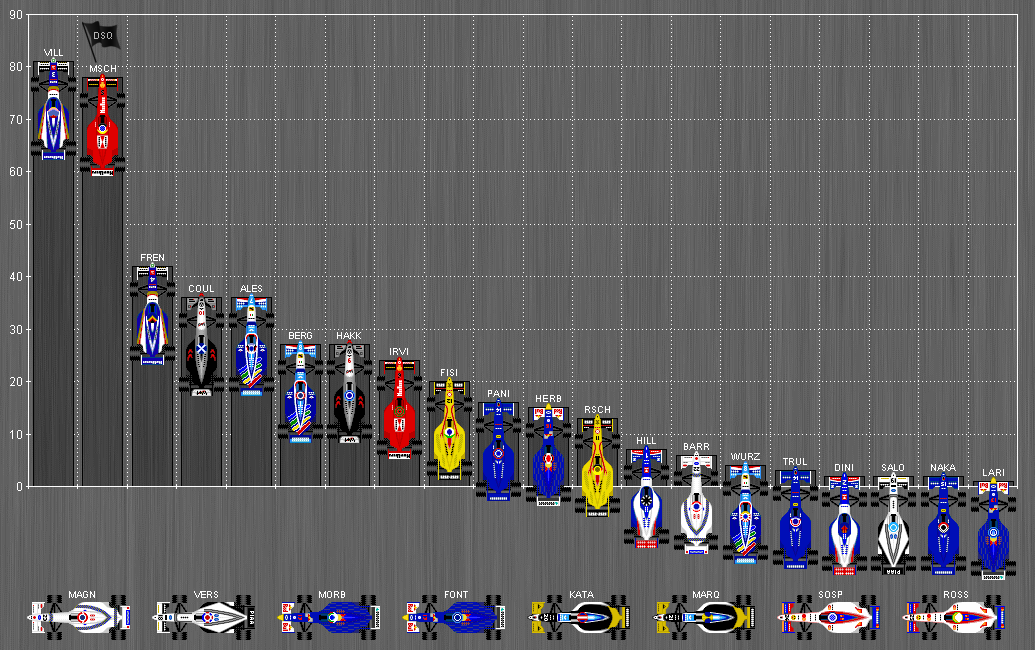
Fahrerwertung der Formel-1-Saison 1997

Weltmeister wird derjenige Fahrer bzw. Konstrukteur, der bis zum Saisonende die meisten Punkte in der Weltmeisterschaft angesammelt hat. Bei der Punkteverteilung werden die Platzierungen im Gesamtergebnis des jeweiligen Rennens aller Rennen berücksichtigt. Die sechs erstplatzierten Fahrer jedes Rennens erhalten Punkte nach folgendem Schema:
| Platz  | 1  | 2 | 3 | 4 | 5 | 6 |
| Punkte | 10 | 6 | 4 | 3 | 2 | 1 |

### Fahrerwertung
| Pos. | Fahrer         | Konstrukteur      |     |     |     |     |     |     |     |     |     |     |     |     |     |     |     |     |     | Punkte |
| 01   | J. Villeneuve  | Williams-Renault  | DNF | 1   | 1   | DNF | DNF | 1   | DNF | 4   | 1   | DNF | 1   | 5   | 5   | 1   | 1   | DSQ | 3   | 81     |
| 02   | H. Frentzen    | Williams-Renault  | 8*  | 9   | DNF | 1   | DNF | 8   | 4   | 2   | DNF | DNF | DNF | 3   | 3   | 3   | 3   | 2   | 6   | 42     |
| 03   | D. Coulthard   | McLaren-Mercedes  | 1   | 10  | DNF | DNF | DNF | 6   | 7   | 7*  | 4   | DNF | DNF | DNF | 1   | 2   | DNF | 10* | 2   | 36     |
| 04   | J. Alesi       | Benetton-Renault  | DNF | 6   | 7   | 5   | DNF | 3   | 2   | 5   | 2   | 6   | 11  | 8   | 2   | DNF | 2   | 5   | 13  | 36     |
| 05   | G. Berger      | Benetton-Renault  | 4   | 2   | 6   | DNF | 9   | 10  | INJ | INJ | INJ | 1   | 8   | 6   | 7   | 10  | 4   | 8   | 4   | 27     |
| 06   | M. Häkkinen    | McLaren-Mercedes  | 3   | 4   | 5   | 6   | DNF | 7   | DNF | DNF | DNF | 3   | DNF | DSQ | 9   | DNF | DNF | 4   | 1   | 27     |
| 07   | E. Irvine      | Ferrari           | DNF | 16  | 2   | 3   | 3   | 12  | DNF | 3   | DNF | DNF | 9*  | 10* | 8   | DNF | DNF | 3   | 5   | 24     |
| 08   | G. Fisichella  | Jordan-Peugeot    | DNF | 8   | DNF | 4   | 6   | 9   | 3   | 9   | 7   | 11  | DNF | 2   | 4   | 4   | DNF | 7   | 11  | 20     |
| 09   | O. Panis       | Prost-Mugen-Honda | 5   | 3   | DNF | 8   | 4   | 2   | 11* | INJ | INJ | INJ | INJ | INJ | INJ | INJ | 6   | DNF | 7   | 16     |
| 10   | J. Herbert     | Sauber-Petronas   | DNF | 7   | 4   | DNF | DNF | 5   | 5   | 8   | DNF | DNF | 3   | 4   | DNF | 8   | 7   | 6   | 8   | 15     |
| 11   | R. Schumacher  | Jordan-Peugeot    | DNF | DNF | 3   | DNF | DNF | DNF | DNF | 6   | 5   | 5   | 5   | DNF | DNF | 5   | DNF | 9   | DNF | 13     |
| 12   | D. Hill        | Arrows-Yamaha     | DNS | 17* | DNF | DNF | DNF | DNF | 9   | 12  | 6   | 8   | 2   | 13* | DNF | 7   | 8   | 11  | DNF | 7      |
| 13   | R. Barrichello | Stewart-Ford      | DNF | DNF | DNF | DNF | 2   | DNF | DNF | DNF | DNF | DNF | DNF | DNF | 13  | 14* | DNF | DNF | DNF | 6      |
| 14   | A. Wurz        | Benetton-Renault  |     |     |     |     |     |     | DNF | DNF | 3   |     |     |     |     |     |     |     |     | 4      |
| 15   | J. Trulli      | Minardi-Hart      | 9   | 12  | 9   | DNS | DNF | 15  | DNF |     |     |     |     |     |     |     |     |     |     | 0      |
| 15   | J. Trulli      | Prost-Mugen-Honda |     |     |     |     |     |     |     | 10  | 8   | 4   | 7   | 15  | 10  | DNF |     |     |     | 3      |
| 16   | P. Diniz       | Arrows-Yamaha     | 10  | DNF | DNF | DNF | DNF | DNF | 8   | DNF | DNF | DNF | DNF | 7   | DNF | 13* | 5   | 12  | DNF | 2      |
| 17   | M. Salo        | Tyrrell-Ford      | DNF | 13  | 8   | 9   | 5   | DNF | DNF | DNF | DNF | DNF | 13  | 11  | DNF | DNF | 10  | DNF | 12  | 2      |
| 18   | S. Nakano      | Prost-Mugen-Honda | 7   | 14  | DNF | DNF | DNF | DNF | 6   | DNF | 11* | 7   | 6   | DNF | 11  | DNF | DNF | DNF | 10  | 2      |
| 19   | N. Larini      | Sauber-Petronas   | 6   | 11  | DNF | 7   | DNF |     |     |     |     |     |     |     |     |     |     |     |     | 1      |
| 20   | J. Magnussen   | Stewart-Ford      | DNF | DNF | 10* | DNF | 7   | 13  | DNF | DNF | DNF | DNF | DNF | 12  | DNF | DNF | DNF | DNF | 9   | 0      |
| 21   | J. Verstappen  | Tyrrell-Ford      | DNF | 15  | DNF | 10  | 8   | 11  | DNF | DNF | DNF | 10  | DNF | DNF | DNF | 12  | DNF | 13  | 16  | 0      |
| 22   | G. Morbidelli  | Sauber-Petronas   |     |     |     |     |     | 14  | 10  |     |     |     | DNF | 9   | 12  | 9   | 9   | DNS |     | 0      |
| 23   | N. Fontana     | Sauber-Petronas   |     |     |     |     |     |     |     | DNF | 9   | 9   |     |     |     |     |     |     | 14  | 0      |
| 24   | U. Katayama    | Minardi-Hart      | DNF | 18  | DNF | 11  | 10  | DNF | DNF | 11  | DNF | DNF | 10  | 14* | DNF | 11  | DNF | DNF | 17  | 0      |
| 25   | T. Marques     | Minardi-Hart      |     |     |     |     |     |     |     | DNF | 10  | DNF | 12  | DNF | 14  | EX  | DNF | DNF | 15  | 0      |
| —    | V. Sospiri     | Lola-Ford         | DNQ |     |     |     |     |     |     |     |     |     |     |     |     |     |     |     |     | 0      |
| —    | R. Rosset      | Lola-Ford         | DNQ |     |     |     |     |     |     |     |     |     |     |     |     |     |     |     |     | 0      |
| EX   | M. Schumacher  | Ferrari           | 2   | 5   | DNF | 2   | 1   | 4   | 1   | 1   | DNF | 2   | 4   | 1   | 6   | 6   | DNF | 1   | DNF | 78     |

Anmerkungen
1. ↑  Von der FIA infolge des Fouls an Jacques Villeneuve beim Großen Preis von Europa aus der Wertung genommen

| Legende  | Legende            | Legende                                                          |
| Farbe    | Abkürzung          | Bedeutung                                                        |
| -------- | ------------------ | ---------------------------------------------------------------- |
| Gold     | –                  | Sieg                                                             |
| Silber   | –                  | 2. Platz                                                         |
| Bronze   | –                  | 3. Platz                                                         |
| Grün     | –                  | Platzierung in den Punkten                                       |
| Blau     | –                  | Klassifiziert außerhalb der Punkteränge                          |
| Violett  | DNF                | Rennen nicht beendet (did not finish)                            |
| Violett  | NC                 | nicht klassifiziert (not classified)                             |
| Rot      | DNQ                | nicht qualifiziert (did not qualify)                             |
| Rot      | DNPQ               | in Vorqualifikation gescheitert (did not pre-qualify)            |
| Schwarz  | DSQ                | disqualifiziert (disqualified)                                   |
| Weiß     | DNS                | nicht am Start (did not start)                                   |
| Weiß     | WD                 | zurückgezogen (withdrawn)                                        |
| Hellblau | PO                 | nur am Training teilgenommen (practiced only)                    |
| Hellblau | TD                 | Freitags-Testfahrer (test driver)                                |
| ohne     | DNP                | nicht am Training teilgenommen (did not practice)                |
| ohne     | INJ                | verletzt oder krank (injured)                                    |
| ohne     | EX                 | ausgeschlossen (excluded)                                        |
| ohne     | DNA                | nicht erschienen (did not arrive)                                |
| ohne     | C                  | Rennen abgesagt (cancelled)                                      |
| ohne     | keine WM-Teilnahme |                                                                  |
| sonstige | P/fett             | Pole-Position                                                    |
| sonstige | 1/2/3/4/5/6/7/8    | Punktplatzierung im Sprint-/Qualifikationsrennen                 |
| sonstige | SR/kursiv          | Schnellste Rennrunde                                             |
| sonstige | *                  | nicht im Ziel, aufgrund der zurückgelegten Distanz aber gewertet |
| sonstige | ()                 | Streichresultate                                                 |
| sonstige | unterstrichen      | Führender in der Gesamtwertung                                   |

### Konstrukteurswertung

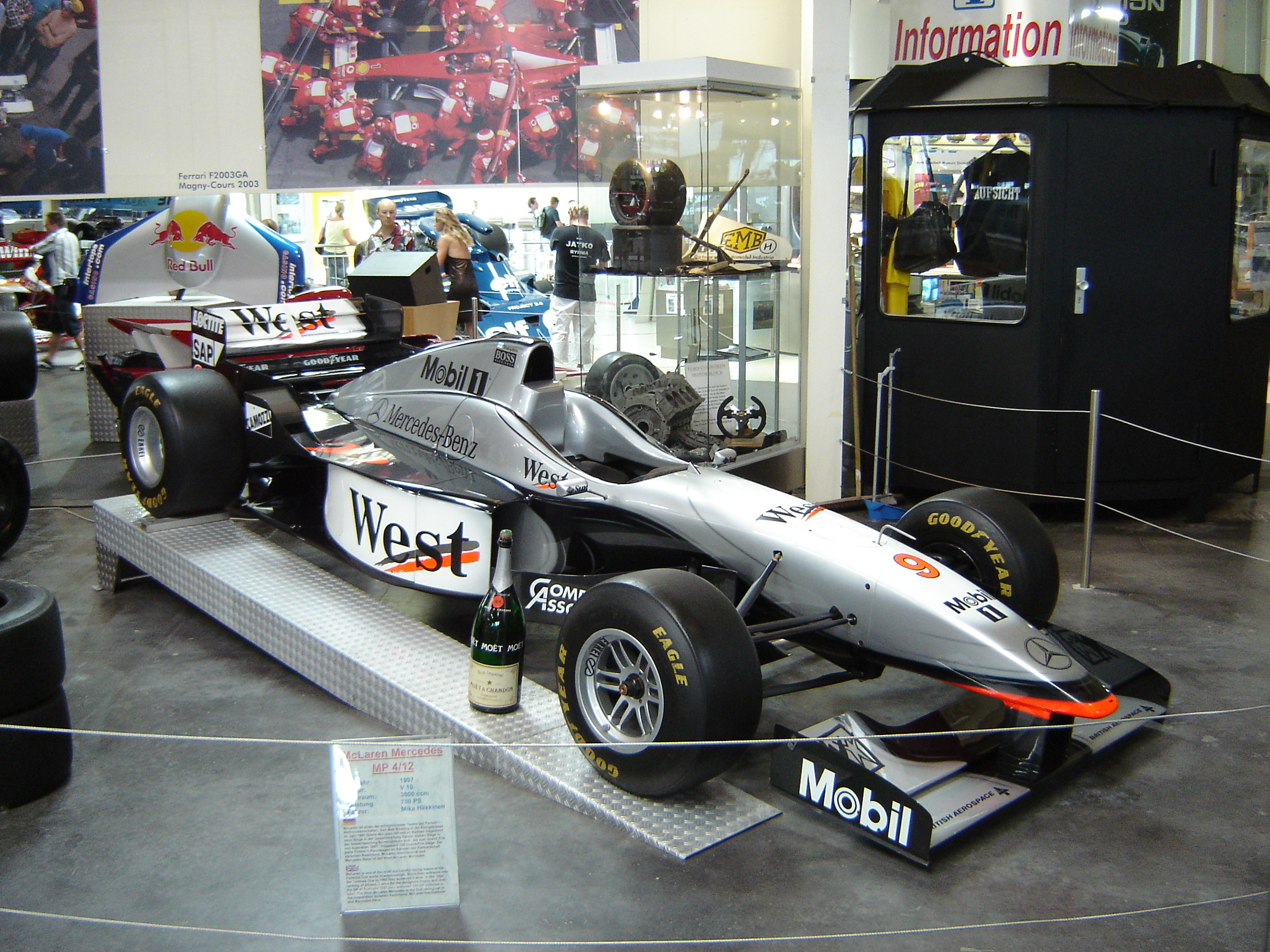
McLaren MP4/12 Mercedes von 1997

| Pos. | Konstrukteur     | Punkte |
| ---- | ---------------- | ------ |
| 1    | Williams-Renault | 123    |
| 2    | Ferrari          | 102    |
| 3    | Benetton-Renault | 67     |
| 4    | McLaren-Mercedes | 63     |
| 5    | Jordan-Peugeot   | 33     |
| 6    | Prost-Mugen      | 21     |

| Pos. | Konstrukteur    | Punkte |
| ---- | --------------- | ------ |
| 7    | Sauber-Petronas | 16     |
| 8    | Arrows-Yamaha   | 9      |
| 9    | Stewart-Ford    | 6      |
| 10   | Tyrrell-Ford    | 2      |
| 11   | Minardi-Hart    | 0      |
| —    | Lola-Ford       | 0      |